# Phí Quốc Tuấn
Phí Quốc Tuấn là một sĩ quan cấp cao trong Quân đội nhân dân Việt Nam, hàm Trung tướng. Ông nguyên là Ủy viên Ban Thường vụ Thành ủy Hà Nội, Phó Bí thư Đảng ủy Bộ Tư lệnh Thủ đô Hà Nội, Ủy viên Ủy ban nhân dân thành phố Hà Nội, Tư lệnh Bộ Tư lệnh Thủ đô Hà Nội (2008–2015).

## Thân thế và sự nghiệp
Năm 2008, được bổ nhiệm làm Tư lệnh Bộ Tư lệnh Thủ đô Hà Nội.
Tháng 6 năm 2015, ông nghỉ chờ hưu
Thiếu tướng (2008), Trung tướng (2012)